# تپه کلوچه غمی ۱
تپه کلوچه غمی ۱ مربوط به هزاره اول قبل از میلاد - دوره اشکانیان - دوره ساسانیان است و در شهرستان میانه، بخش ترکمن چای، دهستان اوچ تپه غربی، ۳/۵ کیلومتری غرب روستای کلوچه غمی واقع شده و این اثر در تاریخ ۲۷ آبان ۱۳۸۶ با شمارهٔ ثبت ۲۰۱۷۵ به‌عنوان یکی از آثار ملی ایران به ثبت رسیده است.